# Chlosyne rosita
Chlosyne rosita is een vlinder uit de familie Nymphalidae. De wetenschappelijke naam van de soort is voor het eerst geldig gepubliceerd in 1924 door Hall.